# Periérés
Periérés (latinsky Perieres) byl v řecké mytologii syn Aiola a jeho manželky Enareté. Jeho dědem byl Hellén, praotec všech Řeků.
Jeho bratry byli:
- Krétheus založil město Iólkos
- Sísyfos založil Korinth
- Salmóneus založil Salmónu
- Magnés vládl v Magnésii
- Athamás vládl v Orchomenu
- Deión vládl ve Fókidě